# 곡반초등학교
곡반초등학교는 대한민국 경기도 수원시 권선구에 있는 공립 초등학교이다. 원래는 4학급 학교였으나, 최근 아파트들이 들어서면서 7학급으로 학급이 증설되었다. 과거에는 수요일마다 한복입는날이 진행되었다. 매주 수요일마다 학생들이 한복을 입고 등교하는 날이었다. 또한 2006년, 7년에는 누가누가 잘하나에 출연하는 등 각종 예능 프로그램에 출연해 학교를 알리기도 하였다.

## 연혁
- 2001년 5월 3일 : 개교